# 周克昌 (邵武府知府)
周克昌（？—？），江宁人，清朝政治人物。监生出身。

## 生平
乾隆十六年(1751年)接替高霔任邵武府知府一职，乾隆十八年(1753年)由刘嗣孔接任。